# Fusillade d'Aurora
La fusillade d'Aurora a lieu dans la nuit du 19 au 20 juillet 2012 dans une salle de cinéma d'Aurora, dans le Colorado, aux États-Unis, à 30 km de Littleton, lieu de la fusillade de Columbine en 1999. Douze personnes sont tuées et cinquante-huit blessées par James Eagan Holmes (en), 24 ans, pendant une première du film The Dark Knight Rises.

## Déroulement

### Auteur des faits

#### Jeunesse
James Holmes (en) est âgé de vingt-quatre ans au moment des faits. Il n’a aucun casier judiciaire et n’est pas décrit comme ayant d’intérêt pour les armes, l’alcool, la drogue ou la violence de manière générale. Ses résultats scolaires sont bons, voire très bons jusqu’à la fin de ses études de premier cycle. Il est en revanche handicapé par la suite par sa timidité : voulant faire un doctorat en neurosciences, il échoue à l’entretien d’entrée des six meilleurs universités américaines où il avait été présélectionné. 
À la suite de ces échecs, Holmes reste un temps oisif, avant que ses parents ne le forcent à prendre un travail dans une usine de médicaments. En 2011, il postule une nouvelle fois pour faire un doctorat en neurosciences et est retenu à l’université de Denver, bien qu’elle ne soit pas son premier choix. Il obtient de bons résultats dans un premier temps, mais rencontre des difficultés au début de l’année 2012 : il contracte au début de l’année la mononucléose, qui l’affaiblit considérablement et affecte ses résultats universitaires ; sa petite amie le quitte également peu de temps après ; enfin, sa timidité reste un problème majeur et il a beaucoup de mal à s’exprimer à l’oral lorsqu’il doit présenter son travail.

#### Développement de troubles psychiatriques
Au printemps 2012, Holmes sollicite le département d’aide psychologique de l’université et rencontre la psychiatre de l’université le 21 mars. Au cours de ce premier rendez-vous, il lui fait part de son importante anxiété dans ses contacts avec les autres et confie avoir des pensées meurtrières environ trois ou quatre fois par jour depuis l’adolescence. La psychiatre considère toutefois qu’il n’est pas dangereux, ces pensées restant abstraites, et lui prescrit de la sertraline, un antidépresseur. Peu de temps après, il fait part à son ex petite amie d’une théorie qu’il a élaborée sur le « capital humain », une forme de capital social qu’il pourrait acquérir en tuant des gens, « car la vie n’a pas de prix ».
Holmes n’évoque jamais cette théorie devant sa psychiatre, à laquelle il se plaint que les médicaments n’ont pas d’effet. Celle-ci note la dégradation de l’état mental de Holmes, qu’elle décrit dans ses notes comme psychotique et paranoïaque, et double à deux reprises les doses d’antidépresseur qu’elle lui prescrit. Au cours du mois d’avril, l’entourage de Holmes remarque d’importants changements de personnalité, marqués notamment par une manière d’aborder les autres largement désinhibée. Au début du mois de juin, sa psychiatre envisage de le faire interner sous contrainte mais Holmes n’ayant pas de casier judiciaire et n’ayant pas évoqué avec elle ses projets meurtriers, elle ne dispose pas d’assez d’éléments pour lancer la procédure.
En parallèle, les résultats scolaires de Holmes se dégradent fortement et il échoue aux examens. Il se voit offrir une deuxième chance, mais la refuse et abandonne l’université le 11 juin. Il ne retourne plus chez sa psychiatre après cette date et arrête de prendre ses médicaments peu de temps après, aux alentours du 26 juin. La période précédent la tuerie est marquée par des comportements inhabituels pour Holmes, qui se teint par exemple les cheveux en rouge et s’inscrit sur des sites de rencontre échangistes.

#### Vie après sa condamnation
Après sa condamnation, Holmes est d’abord incarcéré au pénitencier d'État du Colorado situé à Cañon City. Il est agressé par un autre détenu peu de temps après son arrivée, conduisant à son transfert vers d’autres lieux de détention. En juin 2020, il se trouve au pénitencier fédéral d'Allenwood.

### Attaque

#### Préparatifs
Deux mois avant les faits, James Holmes commence à acheter de l’équipement, des armes et environ six mille cartouches. Y figurent notamment un gilet pare-balles, un gilet tactique, un casque balistique, un masque à gaz et plusieurs autres accessoires de protection, un fusil semi-automatique Smith & Wesson doté d’un magasin de cent cartouches, un fusil à pompe Remington 870, un pistolet semi-automatique Glock 9 mm, un autre pistolet Glock 22 et des grenades lacrymogène qui seront utilisés au cours de l’attaque,.
Douze jours avant l’attaque, il achète un billet pour une première du film The Dark Knight Rises devant avoir lieu à minuit le 20 juillet 2012 au cinéma Century 16 à Aurora, Colorado. Il fabrique également dans les semaines qui précèdent des explosifs avec lesquels il piège son appartement. Le dispositif est particulièrement élaboré : plus de trente engins explosifs sont placés dans l’appartement, ainsi que de l’essence, et reliés à un dispositif de commande centralisé ; il programme par ailleurs ses haut-parleurs pour diffuser à haut volume à une heure donnée de la musique. L’objectif est d’inciter les voisins à appeler la police pour tapage nocturne et que le dispositif se déclenche au moment de leur entrée dans l’appartement. Il fait également au moins une reconnaissance dans le cinéma et se rend régulièrement à un stand de tir pour s’entraîner. Avant de partir pour le cinéma, il expédie par la poste à sa psychiatre son carnet de notes contenant au milieu de divagations les détails de son projet de tuerie de masse.

#### Déroulé de l’attaque

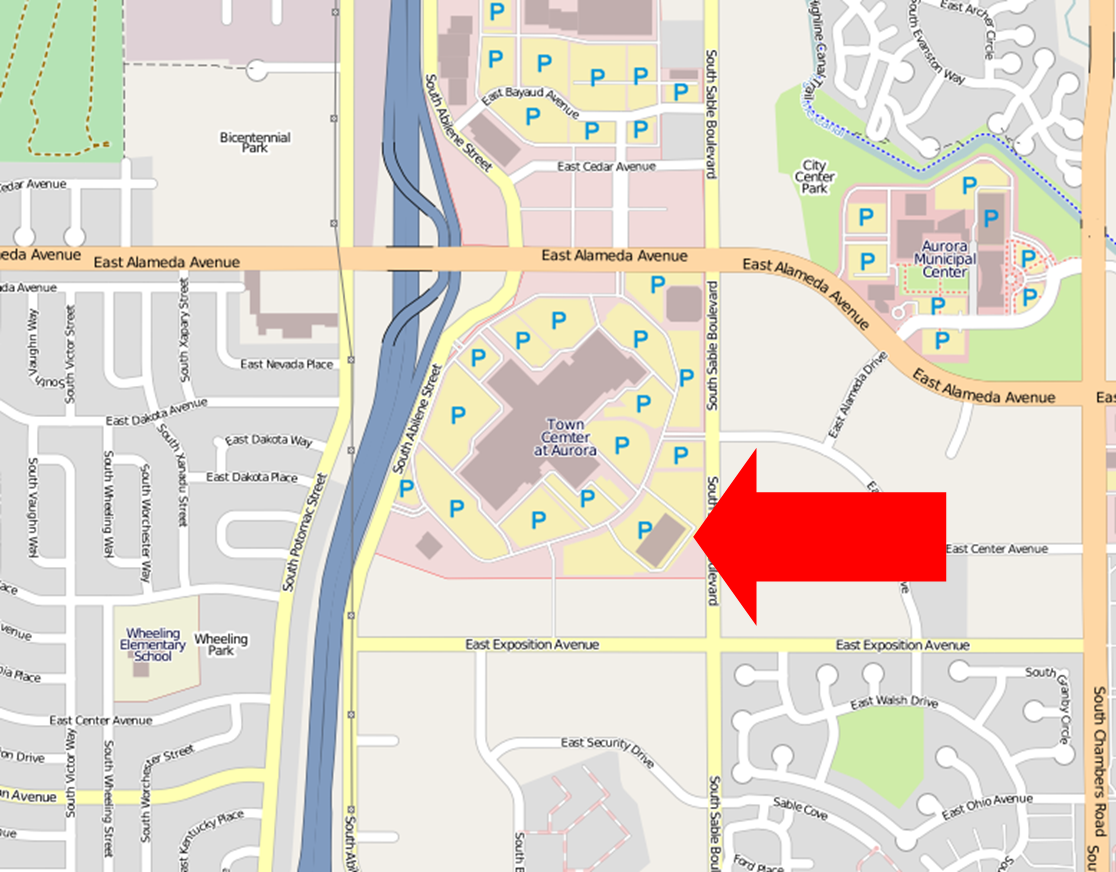
Centre commercial d'Aurora. La flèche rouge indique le cinéma.

En arrivant sur place, Holmes stationne son véhicule devant l’issue de secours de la salle nº9, où doit avoir lieu la projection. Il entre ensuite dans le bâtiment sans armes et se rend normalement dans la salle pour regarder le film, en s’asseyant au premier rang, à proximité de l’issue de secours. Environ vingt minutes après le début du film, il quitte la salle par l’issue de secours en prétextant un appel téléphonique. Il se rend alors à son véhicule, où il enfile sa tenue de protection et prend ses armes, à l’exception du Glock 22 qu’il laisse dans la voiture.
Ses préparatifs terminés, Holmes retourne dans la salle par l’issue de secours qu’il a laissé ouverte et y jette deux grenades lacrymogène. Il ouvre ensuite le feu au fusil à pompe, puis au fusil. Son arme s’enraye toutefois après soixante-cinq coups ; il continue alors de tirer avec son pistolet. Il tire ainsi soixante-quinze cartouches en un peu moins de sept minutes, puis ressort du cinéma par l’issue de secours et attend près de sa voiture.

#### Opérations de secours
La police arrive rapidement sur les lieux, mais n’identifie pas immédiatement Holmes comme étant le tireur : en raison de sa tenue, les agents le prennent en effet pour l’un des leurs. Réalisant leur erreur, ils l’interpellent sans qu’il oppose de résistance. Au cours de son arrestation, Holmes informe les policiers de la présence du piège à son appartement, permettant l’évacuation du quartier sans victime supplémentaire. Les opérations de déminage durent toutefois plusieurs jours..

### Victimes
Environ quatre cents personnes se trouvent dans la salle au moment de la fusillade. Douze personnes sont tuées : Jonathan Blunk, Alexander Boik, Jesse Childress, Gordon Cowden, Jessica Ghawi, Matt McQuinn, John Larimer, Micayla Medek, Veronica Moser-Sullivan, Alex Sullivan, Alexander Teves, Rebecca Wingo. La mère de Veronica, Ashley Moser-Sullivan, a en outre perdu son bébé à naître à la suite des blessures qu’elle a reçu. S’ajoutent aux morts cinquante-sept blessés : vingt-sept par balles, quatre en raison du gaz et huit dans la bousculade. Parmi ces blessés, treize sont encore hospitalisés le lendemain de l’attaque, dont onze dans un état critique.
La majeure partie des victimes se trouvait dans la salle nº9, mais trois personnes ont également été blessées dans la salle nº8 adjacente par une balle ayant traversé le mur.

## Conséquences et réaction

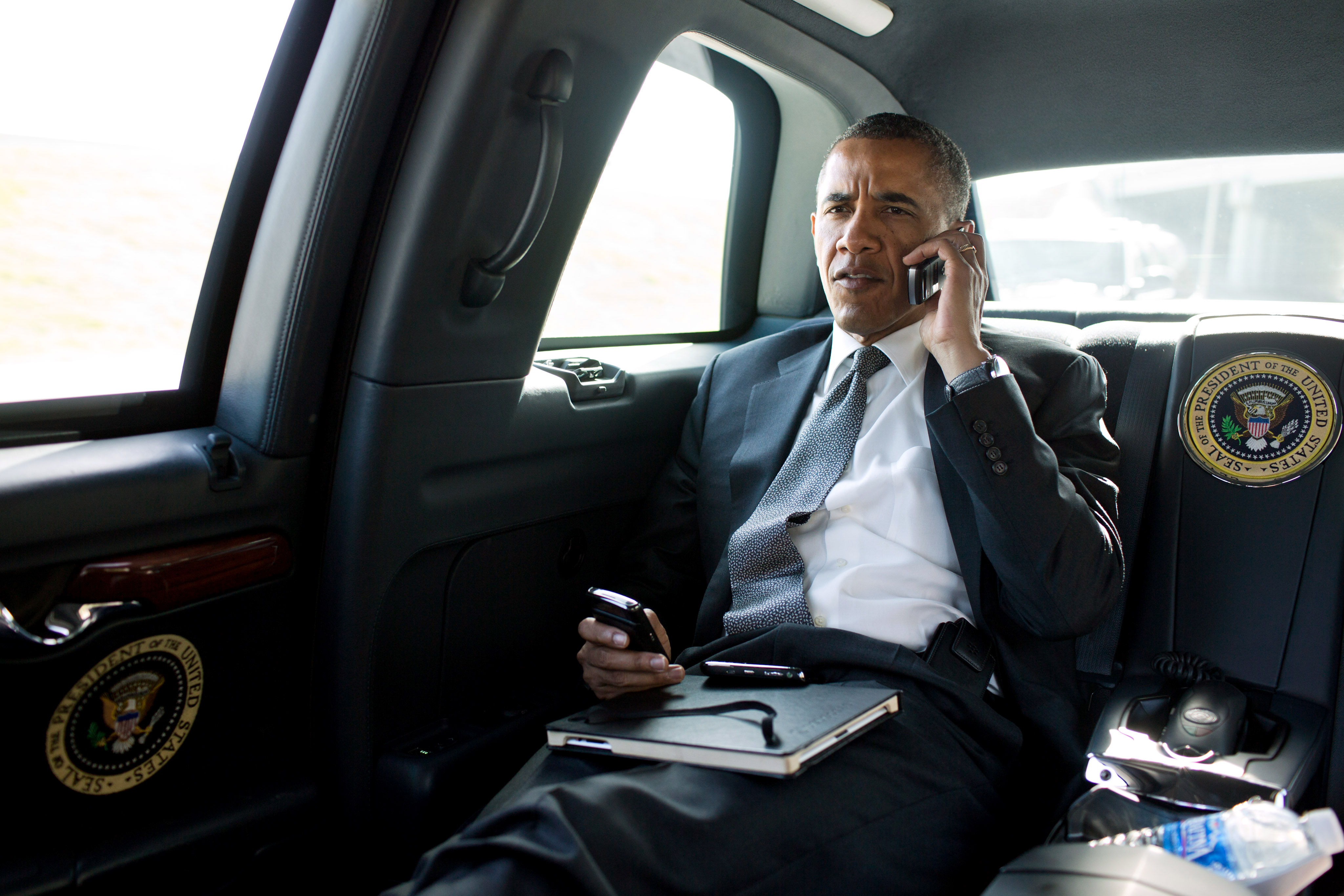
Barack Obama parlant du massacre au téléphone.

Plusieurs centaines de personnes se rassemblent pour une veillée le lendemain de l’attaque, tandis que le président Barack Obama ordonne que les drapeaux soient mis en berne dans tout le pays. Toutefois, au-delà des réactions et discours convenus de la classe politique, la tuerie n’entraîne pas de remise en cause de la législation sur les armes : alors que la campagne électorale des présidentielles est en cours, ni les démocrates, ni les républicains n’en font un sujet.
La fusillade entraîne également un renforcement de la sécurité dans les cinémas aux États-Unis et l’annulation de certaines projection en avant-première du film, notamment à Paris, par crainte d’attaques similaires perpétrées par des imitateurs.

## Enquête et suites judiciaires

### Enquête
Le début de l’enquête est rendu difficile par les explosifs installés par Holmes dans son appartement. Après un premier essai infructueux, l’équipe de déminage de la police locale abandonne sa tentative de désarmer l’engin de peur de déclencher une explosion. Ce n’est que le 22 juillet que la bombe est neutralisée par une équipe spécialisée envoyée par une agence fédérale. Malgré ce retard, la piste terroriste est rapidement écartée et l’enquête s’oriente plutôt sur les problèmes mentaux de Holmes.

### Procédure judiciaire
James Holmes est présenté à un tribunal le 23 juillet 2012, où des observateurs notent son air hébété, soulevant des doutes sur son état de santé mentale. Il est inculpé le 30 juillet de vingt-quatre charges pour meurtre au premier degré, une charge pour homicide volontaire et une pour Depraved-heart murder (en) pour chaque mort, cent seize charges pour tentative de meurtre, chiffre révisé par la suite à cent quarante, auxquelles s’ajoutent encore plusieurs charges pour fabrication et possession d’explosifs ainsi qu’incitation à la violence. Holmes offre aux procureurs de plaider coupable afin d’éviter la peine de mort, mais sa proposition est rejetée. Il plaide alors non coupable le 4 juin 2013, invoquant la folie.
La sélection du jury débute le 20 janvier 2015 et dure trois mois, pendant lesquels neuf mille dossiers sont examinés. Parmi les douze jurés retenus figurent un ami des tueurs de l’université de Columbine et la tante d’une des victimes de cette fusillade. Le procès débute le 27 avril et tourne en grande partie autour de la santé mentale de James Holmes. La défense met en avant qu’il est atteint d’un trouble de la personnalité schizotypique et ses tendances suicidaires pour atténuer ses responsabilités. De son côté le procureur s’appuie sur l’expertise d’un psychiatre qui déclare que Holmes souffre effectivement de troubles mentaux, mais que son discernement n’était pas aboli au moment des faits, ainsi que sur la préméditation caractérisée par les préparatifs commencés plusieurs mois avant les faits.
Les plaidoiries s’achèvent le 14 juillet 2015 et le jury se retire pendant douze heures pour délibérer, à l’issue desquelles il reconnaît James Holmes coupable des cent soixante-six charges sous lesquelles il a été inculpé. La peine de mort est néanmoins écartée : le jury ne parvenant pas à l’unanimité requise, il laisse le soin au juge de prononcer une peine de prison appropriée lors d’une audience ultérieure.
Holmes est ainsi condamné le 26 août à douze peines de prison à vie pour les meurtres, plus 3 318 ans de prison pour les tentatives de meurtre et l’utilisation d’explosifs. La procédure pénale est suivie d’une procédure civile, à l’issue de laquelle Holmes est condamné à verser 851 000 $ au fond de compensation des victimes de l’État du Colorado, ainsi que 103 000 $ aux victimes elles-mêmes.